# Château du Marchidial
Le château du Marchidial est un château français, à l'état de vestiges, situé dans le village de Champeix, dans le Puy-de-Dôme.
Il fait l'objet d'une protection au titre des monuments historiques.

## Histoire
Le premier aménagement du site pourrait remonter au VIIIe siècle, avec un terrassement sommaire du sommet de la colline. L’église Saint-Jean du Marchidial est quant à elle édifiée au XIIe siècle en tant que chapelle castrale, intégrée à l’enceinte du château fort de Champeix. Au fil des siècles, le site a subi plusieurs destructions et reconstructions, avant d’être progressivement transformé en espace de cultures délimité par des murets. La chapelle devient église paroissiale jusqu’à la Révolution française, en 1789. Des remaniements importants ont lieu au XVIIIe siècle, notamment avec l'ajout d'une tour ronde sur la façade nord, surmontée d’un campanile,.

### Réaménagement du site
L'association de sauvegarde du site du Marchidial a été créée en 1988. Pendant de nombreuses années, les bénévoles ont débroussaillé, reconstruit et remis en état une bonne partie de l'éperon rocheux. Les jardins du Marchidial sont devenus un site touristique reconnu et apprécié. Le site est inscrit au titre des monuments historiques.